# Ngựa lùn Highland
Ngựa lùn Highland là một loài ngựa giống lùn có nguồn gốc từ Scotland. Nó từng là một giống ngựa hỗ trợ công việc ở Scotland và các đảo, nhưng ngày nay được sử dụng để kéo xe, ngựa cưỡi leo núi. Giống ngựa này nhìn chung có khả năng kháng nhiều loại bệnh xuất hiện trên ngựa.

## Lịch sử
Truy tìm lịch sử của giống ngựa lùn Highland gặp nhiều khó khăn. Trong giai đoạn sớm nhất của sự phát triển của giống thuần hóa, có hai loại: giống ngựa nhỏ và nhẹ của quần đảo phương Tây và loại lớn hơn và nặng hơn có nguồn gốc từ lục địa. Các cá thể ngựa động vật lớn hơn thường được gọi là garron, mặc dù thuật ngữ được coi là không chính xác. Thời nay, cả hai loại ngựa trên đã được tích hợp làm một.
Trong thế kỷ 16, ngựa Pháp và Tây Ban Nha, bao gồm cả ngựa Percheron, được đưa đến vùng cao nguyên Scotland. Trong thế kỷ 19, một loại ngựa Hackney và ngựa lùn Fell và ngựa lùn Dales đã được thêm dòng máu của giống ngựa này.
Loài này ban đầu được lai tạo với mục đích làm việc trên các trang trại nhỏ của Scotland, kéo gỗ và đi săn cũng như cày. Hiện nay, giống ngựa này vẫn được sử dụng cho công việc như vậy, nhưng thường được hướng đến các công việc làm ngựa cưỡi, do sự điềm tĩnh, sức chịu đựng của và khả năng chịu được trọng lượng của nó.
Có khoảng 5.500 con Ngựa lùn Highland trên thế giới ngày nay, và hầu hết chúng ở châu Âu.